# دوري فلسطين 1946–47
دوري فلسطين 1946–47 هو الموسم 11 من دوري فلسطين. أشرف على تنظيمه اتحاد إسرائيل لكرة القدم، وفاز فيه نادي مكابي تل أبيب.